# Bešeňov
Bešeňov (en hongrois : Zsitvabesenyő) est une commune du district de Nové Zámky, dans la région de Nitra, en Slovaquie.

## Histoire
La première mention écrite du village date de 1075.

## Démographie

### Évolution de la population
| Année:               | 1994. | 2004.   | 2014.   | 2024.   |
| -------------------- | ----- | ------- | ------- | ------- |
| Nombre de personnes: | 1813  | 1721    | 1662    | 1551    |
| Différence:          |       | -5,07 % | -3,42 % | -6,67 % |

| Année:               | 2023. | 2024.   |
| -------------------- | ----- | ------- |
| Nombre de personnes: | 1569  | 1551    |
| Différence:          |       | -1,14 % |